# Óscar Sánchez Fuentes
Óscar Sánchez Fuentes (* 19. Dezember 1979 in Murcia) ist ein spanischer Fußballspieler.

## Spielerkarriere

### Die Anfänge
Óscar Sánchez startete seine Karriere als Fußballer beim Amateurverein CD Amorós. Im Jahre 1999 wechselte er in das B-Team von Atlético Madrid, welches zu diesem Zeitpunkt in der Segunda División spielte. Dort erreichte er im ersten Jahr mit seiner neuen Mannschaft souverän den Klassenerhalt, musste dennoch den Gang in die 3. Liga antreten, da das A-Team der Madrilenen aus Spaniens Elite-Liga abstieg. Für die Saison 2001/02 wechselte Óscar Sánchez zum Zweitligisten CD Badajoz. Auch dort gehörte er mit über 30 Einsätzen zum Stammpersonal.

### Valladolid
Nach seinem Wechsel zu Valladolid konnte er mit seiner Mannschaft zunächst den Klassenerhalt erreichen, ehe in der Saison 2003/04 der Abstieg anstand. Nach drei Jahren in der Segunda División gelang in der Saison 2006/07 der Aufstieg und somit die Rückkehr in die Primera División mit Óscar Sánchez, der mittlerweile seinen Stammplatz eingebüßt hatte. In der Saison 2008/09 kam er meist als Einwechselspieler zum Zuge.

### Real Murcia
Im Sommer 2009 verließ Sánchez und wechselte zu Real Murcia in die Segunda División. Hatte er dort zunächst noch einen festen Platz im Team, kam er in der zweiten Hälfte der Spielzeit 2009/10 nicht mehr zum Einsatz. Am Saisonende stieg er mit seiner Mannschaft ab. Nach dem sofortigen Wiederaufstieg spielte er noch drei Jahre mit Murcia in der Segunda División. Im November 2013 verletzte er sich schwer und kam anschließend nicht mehr zum Einsatz. Im Sommer 2014 beendete er seine Laufbahn.

## Erfolge
- 2006/07 – Aufstieg in die Primera División mit Real Valladolid
- 2010/11 – Aufstieg in die Segunda División mit Real Murcia